# Ancylodonta phlyctaenioides
Ancylodonta phlyctaenioides är en skalbaggsart som först beskrevs av Lacordaire 1869.  Ancylodonta phlyctaenioides ingår i släktet Ancylodonta och familjen långhorningar. Inga underarter finns listade i Catalogue of Life.